# Shyril O’Steen
Shyril O’Steen (* 5. Oktober 1960 in Seattle) ist eine ehemalige US-amerikanische Ruderin und Olympiasiegerin.
Shyril O’Steen gewann ihre erste Weltmeisterschaftsmedaille 1981, als sie mit dem Vierer mit Steuerfrau den dritten Platz hinter den Booten aus der Sowjetunion und aus der DDR erreichte. 1982 wechselte sie in den US-Achter, der bei den Weltmeisterschaften 1982 und 1983 jeweils die Silbermedaille hinter dem Achter aus der Sowjetunion und vor dem Achter aus der DDR gewann. Bei den Olympischen Spielen 1984 in Los Angeles waren die Boote aus der Sowjetunion und der DDR wegen des Olympiaboykotts nicht am Start. Der US-Achter gewann in Los Angeles den Titel vor den Booten aus Rumänien und aus den Niederlanden.